# Bessunger Straße 78
Das Wohnhaus Bessunger Straße 78 ist ein denkmalgeschütztes Gebäude im Stadtteil Bessungen der südhessischen Großstadt Darmstadt.

## Architektur und Geschichte
Das zweigeschossige Fachwerkhaus wurde im 18. Jahrhundert erbaut.
Das giebelständige Wohnhaus besitzt ein Krüppelwalmdach mit Biberschwanzdeckung.
Das Haus besitzt im Obergeschoss Sprossenfenster.
Die Fassade des ansonsten weitgehend intakt gebliebenen Hauses wurde nachträglich durch moderne Fenster und einen Verputz gestört.

## Denkmalschutz
Das Fachwerkhaus ist Teil des Restes der dörflichen Bebauung in der Bessunger Straße im alten Ortskern von Bessungen.
Aus architektonischen und stadtgeschichtlichen Gründen hat das Fachwerkhaus den Status eines Baudenkmals nach dem hessischen Denkmalschutzgesetz.